# Danaus petilia
Danaus petilia is een vlinder uit de familie Nymphalidae, onderfamilie Danainae. Het taxon is lang als een ondersoort van Danaus chrysippus beschouwd maar heeft nu de status van soort.

## Naamgeving en taxonomie
Danaus petilia is voor het eerst beschreven door Stoll, en de naam is, als Papilio petilia, in 1790 door hem voor het eerst geldig gepubliceerd. Het taxon is sindsdien lange tijd beschouwd als een ondersoort van Danaus chrysippus, een soort met een groot verspreidingsgebied. Sinds de revisies van het geslacht Danaus door Smith et al. (2005) en Lushai et al. (2005), beide gebaseerd op moleculaire data, heeft dit taxon de status van soort teruggekregen.

## Kenmerken
De soort lijkt op Danaus chrysippus maar verschilt daarvan door de geringere lengte van de voorvleugels (32 mm tegen 41 bij D. chrysippus), de ongeveer twee keer zo brede zwarte zoom van de achtervleugels (5,6 mm tegen 2,5 bij D. chrysippus), de dubbele rij witte stippen in de zoom van de achtervleugels (enkel bij D. chrysippus), een kleine witte vlek in cel Cu1 aan de onderzijde van de achtervleugel, en een afwijkende grondkleur van beide vleugels (geelbruin tot vaalgeel, tegen meer oranje bij D. chrysippus).

## Verspreiding
Danaus affinis komt voor in Australië en Nieuw-Guinea, en is een onregelmatige gast in Nieuw-Zeeland, Vanuatu en Fiji.